# Rosedal de Palermo
El Rosedal de Palermo, también llamado Paseo del Rosedal, es un tradicional parque ubicado en el barrio de Palermo de la ciudad de Buenos Aires, Argentina, que integra el conjunto conocido como Parque Tres de Febrero. En sus 3,4 hectáreas posee 18.000 rosales y se encuentran emplazadas numerosas obras de arte, entre ellos 26 bustos de poetas y escritores, un puente griego y un patio andaluz.
Fue declarado Patrimonio Cultural de la Ciudad de Buenos Aires por la legislatura porteña el 14 de abril de 2011, lo que implica que cualquier restauración o trabajo nuevo que se le haga debe respetar el diseño original.
Obtuvo en 2012 y 2014 la distinción internacional Garden Excellence Award de la Federación Mundial de las Sociedades de la Rosa.

## Historia

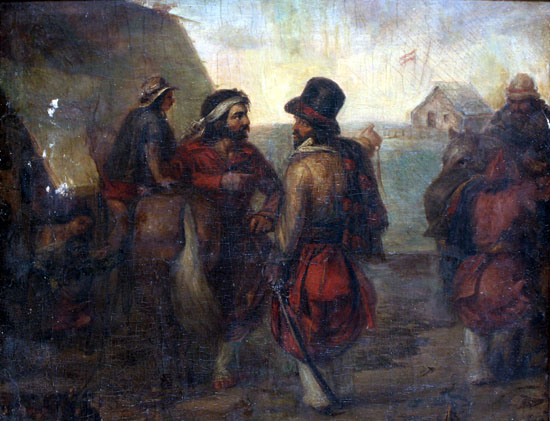
Campamento de Rosas en Palermo, por Fiorini, 1835

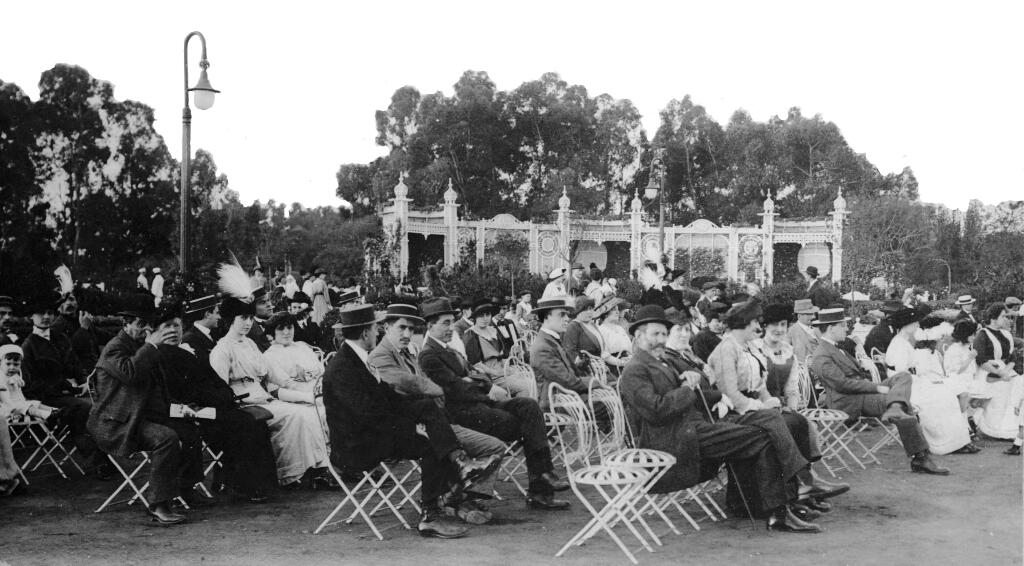
Concierto en el Rosedal de Palermo (1914).

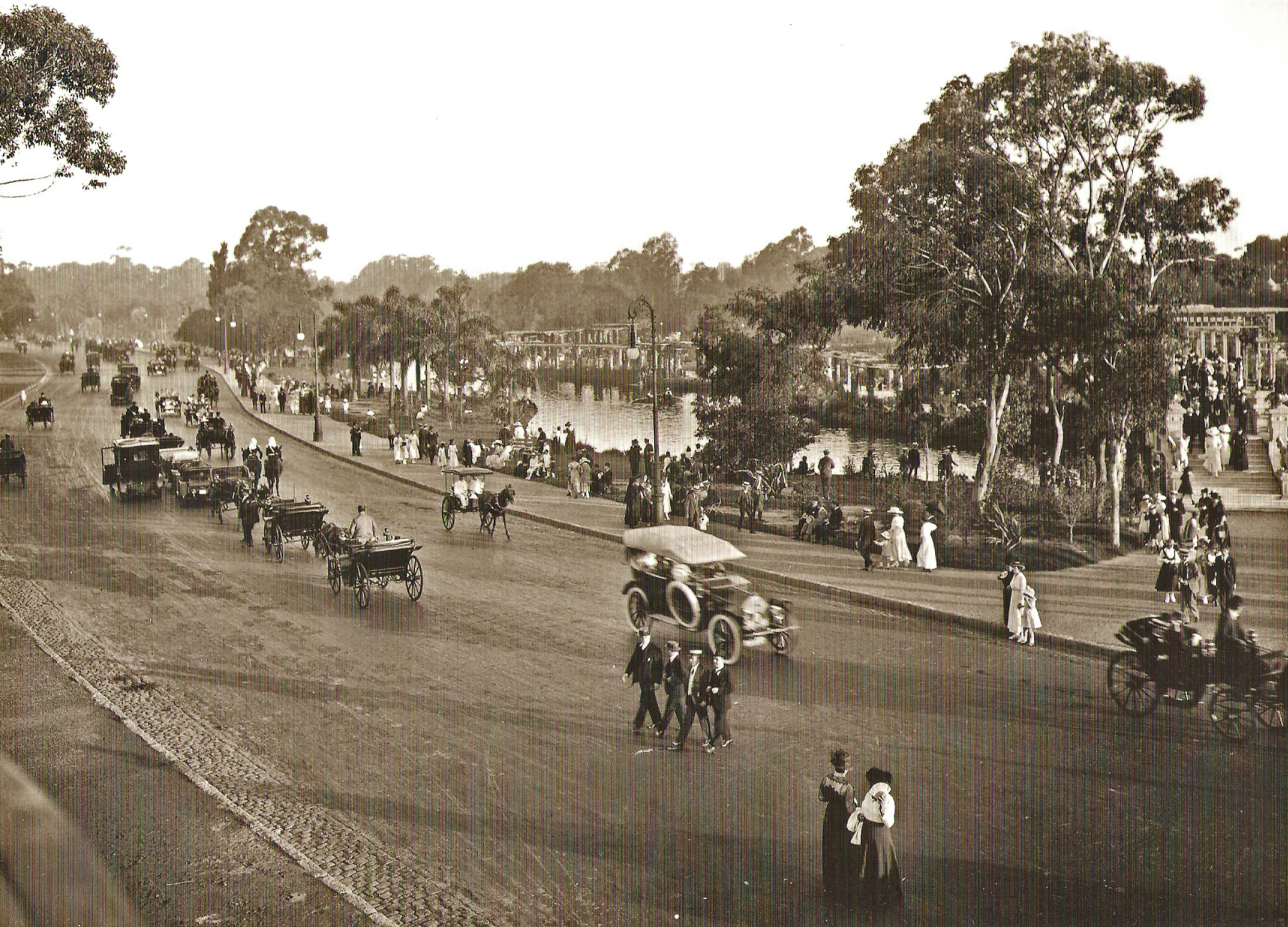
Lago sobre el Rosedal, recientemente creado (ca. 1916).

Los terrenos en los que se encuentra el Rosedal, eran conocidos como Bañado de Palermo y pertenecieron a Juan Manuel de Rosas hasta que luego de ser derrotado en la batalla de Caseros le fueron confiscados y el paisajista Carlos Thays diseñó allí el Parque Tres de Febrero.
Fue Joaquín Anchorena, intendente de Buenos Aires entre 1910 y 1914, quien impulsó la idea de crear un jardín de rosas dentro del parque. Fue el ingeniero agrónomo Benito Carrasco, discípulo de Thays y que estaba al frente de la Dirección de Parques y Paseos, quien lo construyó sobre un predio de 3,4 ha, actualmente situado entre las actuales avenidas Infanta Isabel, Iraola, y Presidente Pedro Montt. En este sitio habían estado emplazados los pabellones de las provincias argentinas durante el desarrollo de la Exposición Industrial de 1910.
La obra se completó entre el 5 de mayo y el 22 de noviembre de 1914. En ese entonces se plantaron 14 650 rosales correspondientes a 1189 variedades. Se dotó al jardín de una pérgola de estilo griego que bordea aún hoy al lago, un templete y un embarcadero. Se destacó siempre un puente de acceso de arquitectura griega, situado junto a la avenida Infanta Isabel. Fue inaugurado el 24 de noviembre de 1914.

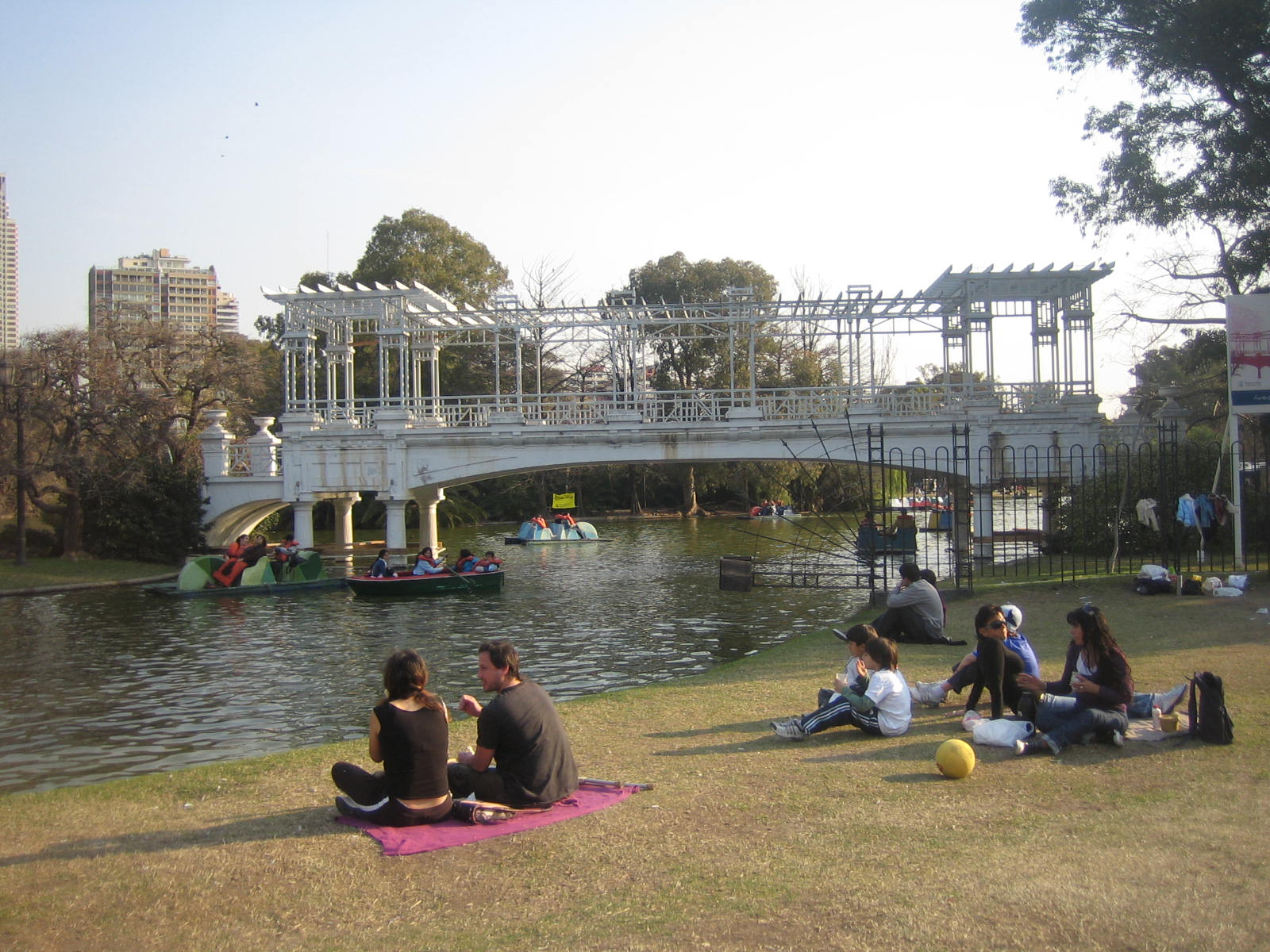
Puente helénico, sobre la avenida Infanta Isabel.

En 1920 se le anexó un jardín de estilo andaluz, proyectado por Eugenio Carrasco, hermano de Benito y sucesor de éste en la Dirección de Parques y Paseos. En 1929 se le añadió al jardín un Patio-Glorieta Andaluz, regalado por el Ayuntamiento de Sevilla.
En 1994 la empresa YPF y el Programa de Padrinazgos de Espacios Verdes hicieron posible el inicio de la recuperación del Parque restaurando la totalidad de los monumentos, el Patio Andaluz y plantas, que duró poco más de dos años respetando los planos originales del ingeniero Carrasco según los planos de 1914. En 2008 se realizó otro arreglo gracias a la colaboración de la empresa YPF. En ese entonces se implantaron 5.000 nuevos rosales. Además los especialistas restauraron los monumentos y ornamentos, se instaló un sistema por aspersión que fue adaptado a las nuevas necesidades hídricas, se restauró el alumbrado y las cinco fuentes, se repusieron bancos y se mejoró la cerca perimetral. A la ceremonia de reinauguración asistieron la presidenta argentina Cristina Fernández y el Jefe de Gobierno de la Ciudad de Buenos Aires, Mauricio Macri.
Obtuvo en 2012 y 2014 la distinción internacional más importante que se da a los jardines de rosas en reconocimiento de su belleza, su historia y su valor educativo: el Garden Excellence Award (Galardón Jardín de Excelencia), que anualmente entrega la Federación Mundial de las Sociedades de la Rosa (WFRS, por sus siglas en inglés).
Por ser un espacio que hace a la identidad de la Ciudad y del Parque Tres de Febrero, para protegerlo y darle un marco legal, la Legislatura de la Ciudad de Buenos Aires decidió el 14 de abril de 2011 declararlo Patrimonio Histórico. Esto implica que cualquier restauración o trabajo deberá hacerse siguiendo el diseño original del paseo.

## Descripción
Posee una gran área en donde se encuentran casi 21.000 rosales, de más de mil variedades. De estas, las más comunes, son: 'Elina', 'La Sevillana', 'Johan Strauss', 'Charles Aznavour' y 'Frederic Mistral'.
También hay otra extensa pérgola que sigue el contorno de la orilla del lago (en el cual circulan botes que se alquilan en el lugar), una glorieta, un puente de los enamorados de estilo griego y otro pequeño puente que permite pasar a una isla que se encuentra en el centro del parque.
Frente al Rosedal se halla el Museo de Artes Plásticas Eduardo Sívori.

### Patio Andaluz

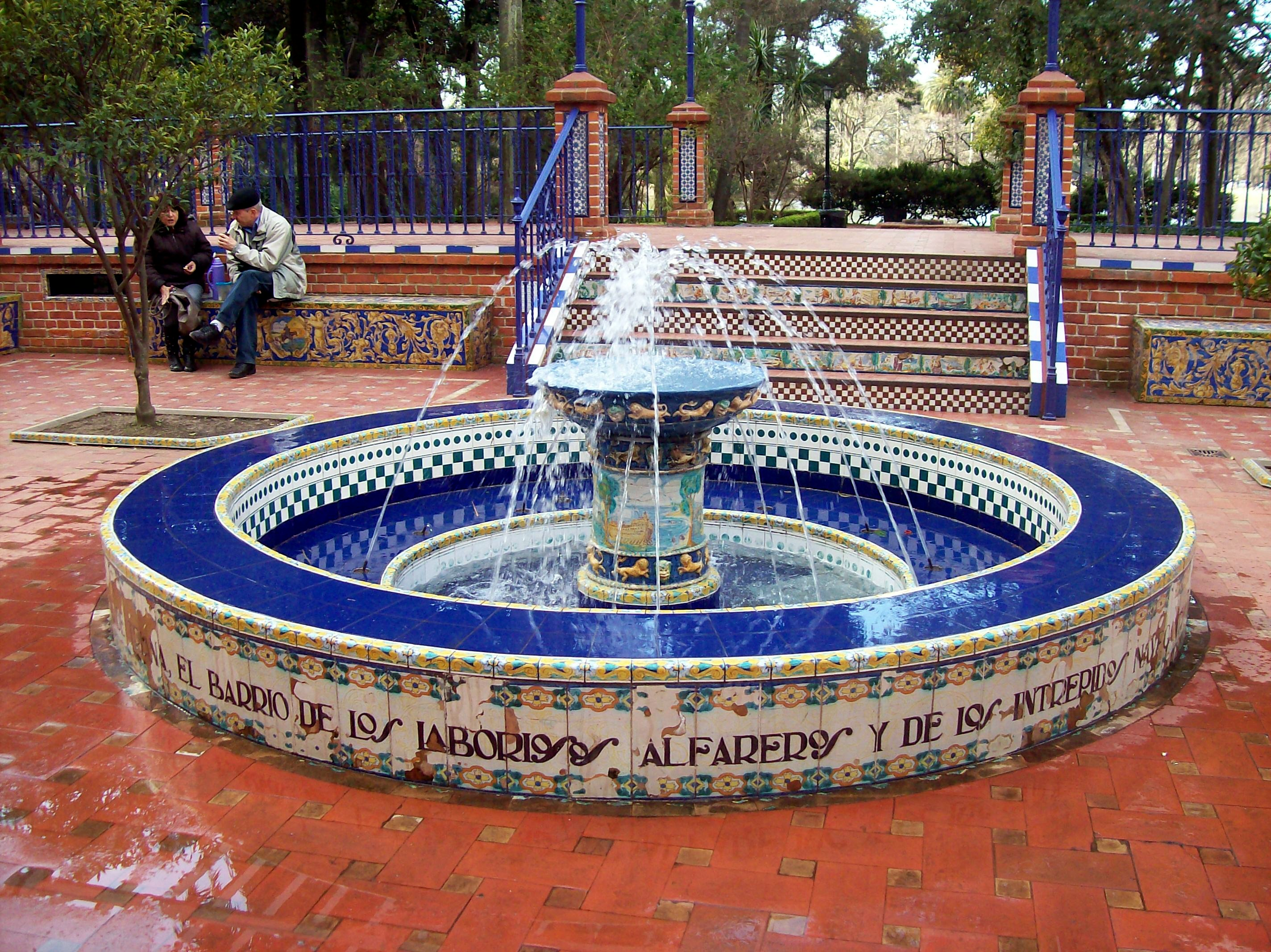
Fuente del Patio andaluz.

En El Rosedal se encuentra un patio andaluz donado por el Ayuntamiento de la ciudad de Sevilla y los orfebres de Triana, que fue inaugurado en octubre de 1929. Consta de pérgola, glorieta y una fuente de mayólicas. Se encuentra emplazada en donde funcionó "El Pabellón de los Lagos", confitería que había sido realizada en hierro y vidrio.
La temática de las mayólicas en las escaleras y muretes representa paisajes de la vida de España. En los escalones representan etapas de la construcción y la columna central de la fuente por la fundación de Buenos Aires. Originalmente tenía unos sapitos de bronce, pero reiterados robos obligaron a cambiarlos por otros de mampostería. En los bancos que la rodean se leen episodios de la vida de Don Quijote de la Mancha.
En la taza inferior de la fuente se explica el motivo de la donación.

A la caballerosa y opulenta ciudad de Buenos Aires en testimonio y comunicación espiritual, Sevilla ofrece esta muestra de la industria de Triana, el barrio de los laboriosos alfareros y de los intrépidos navegantes.

### Jardín de los poetas
También hay muchas esculturas, entre ellas 26 bustos de poetas y escritores que se encuentran en el Jardín de los poetas.
|                     |
| Miguel de Cervantes |

|                 |
| Dante Alighieri |

|                      |
| Ramón Pérez de Ayala |

|                       |
| Miguel Ángel Asturias |

|            |
| José Martí |

|                   |
| Jorge Luis Borges |

|                  |
| Miguel Hernández |

|                |
| Julián Aguirre |

|                   |
| Rosalía de Castro |

|                        |
| Fernán Félix de Amador |

## Galería

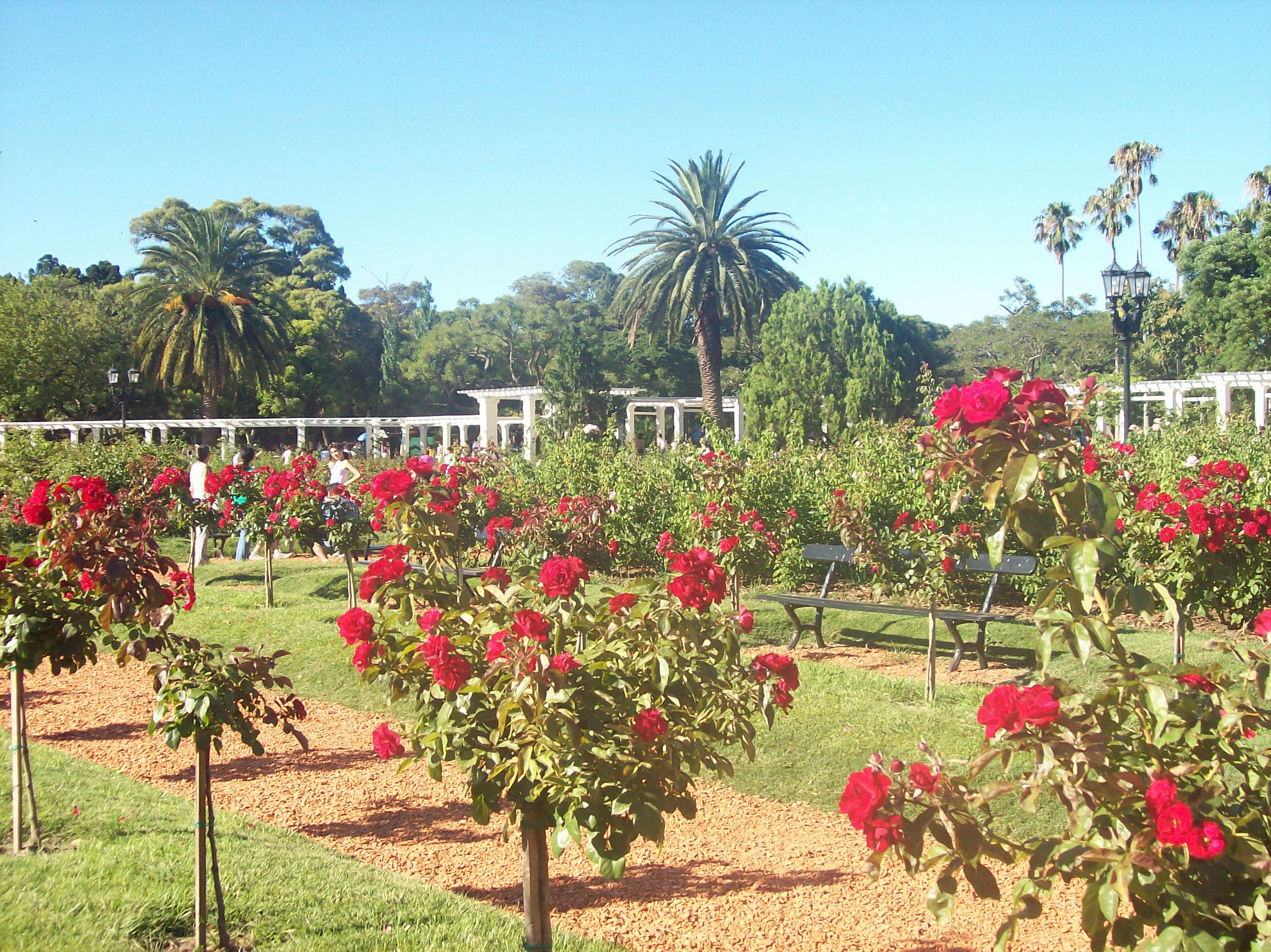
Rosales en forma de copa de 'La Sevillana'.
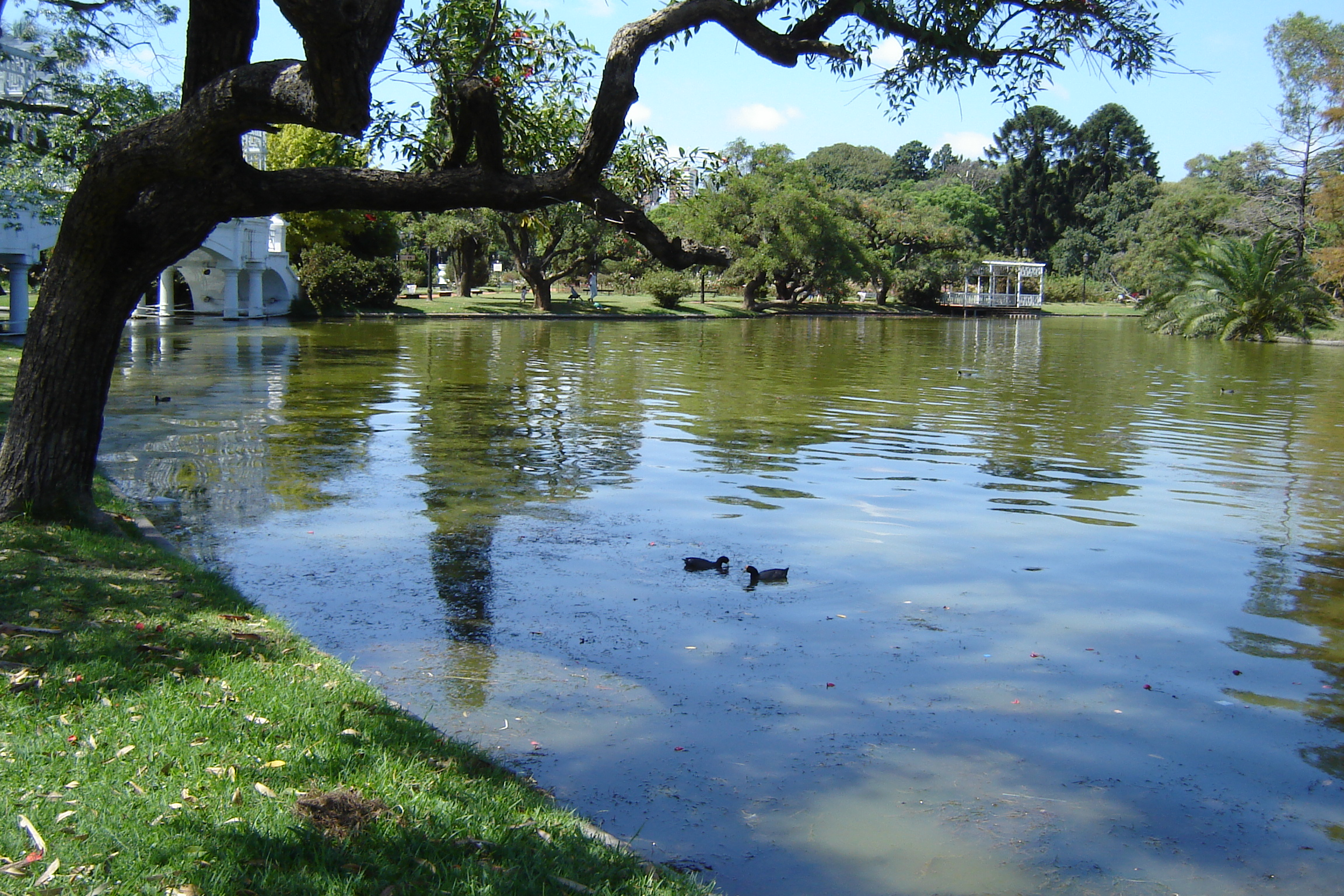
Lago del Rosedal.
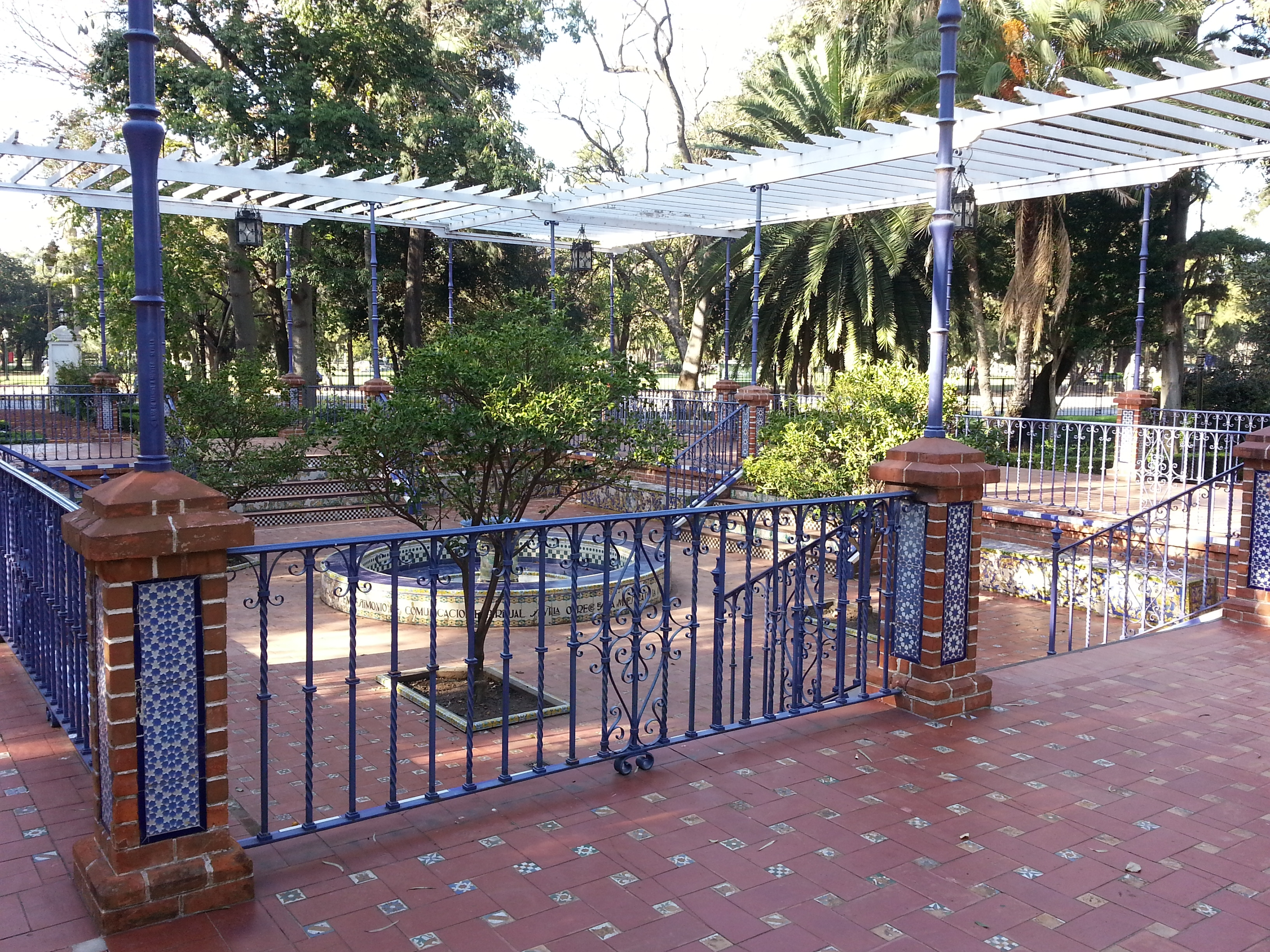
Patio andaluz.
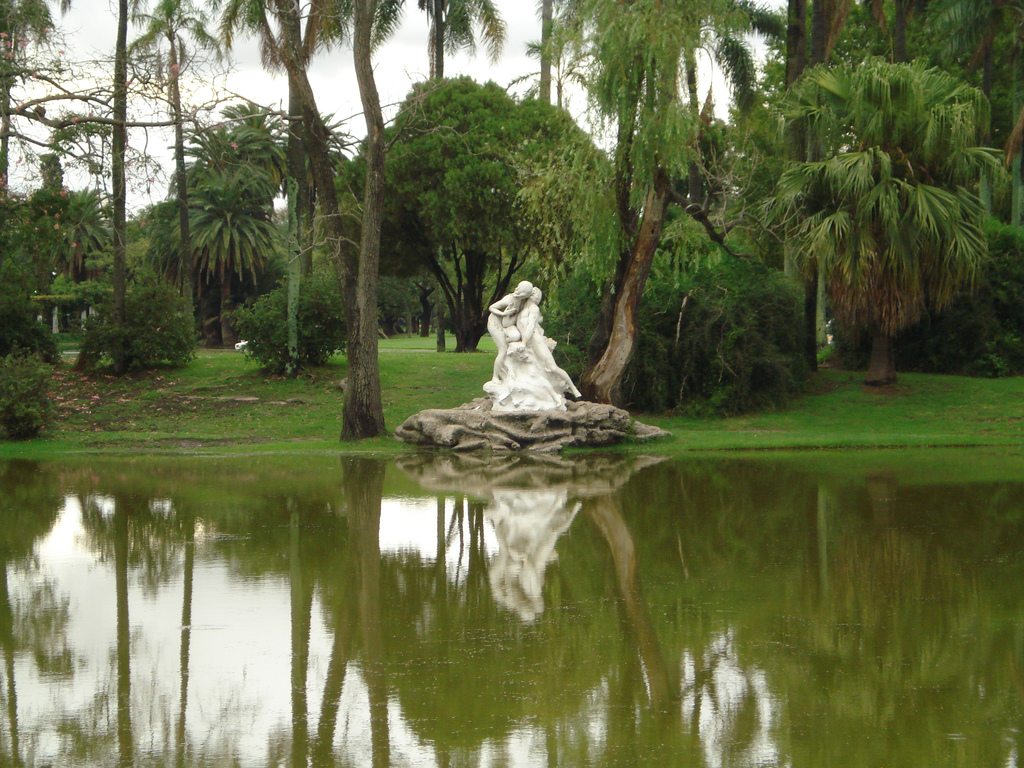
El beso, obra de Paul Gasq.
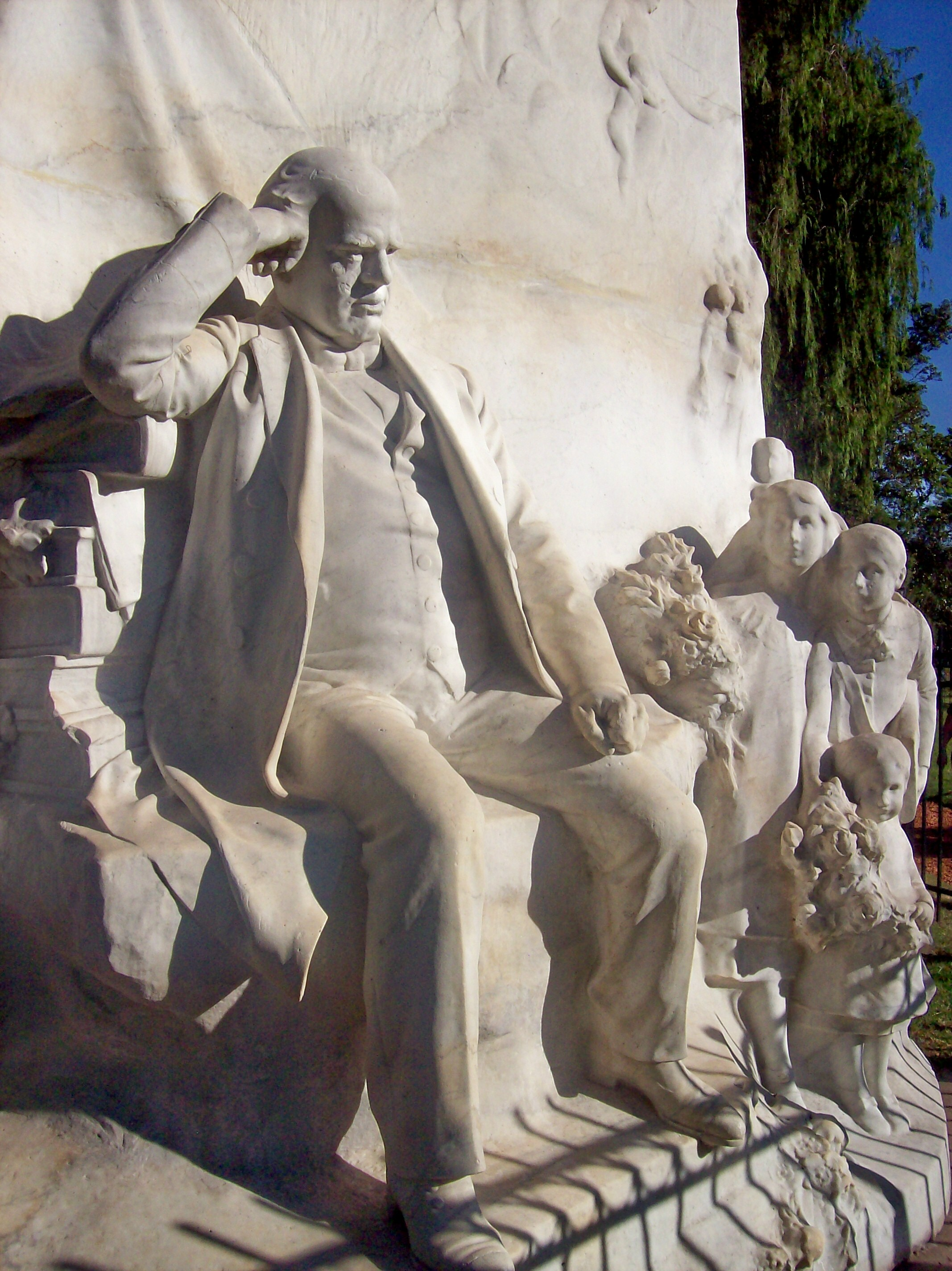
Ofrenda floral a Sarmiento.
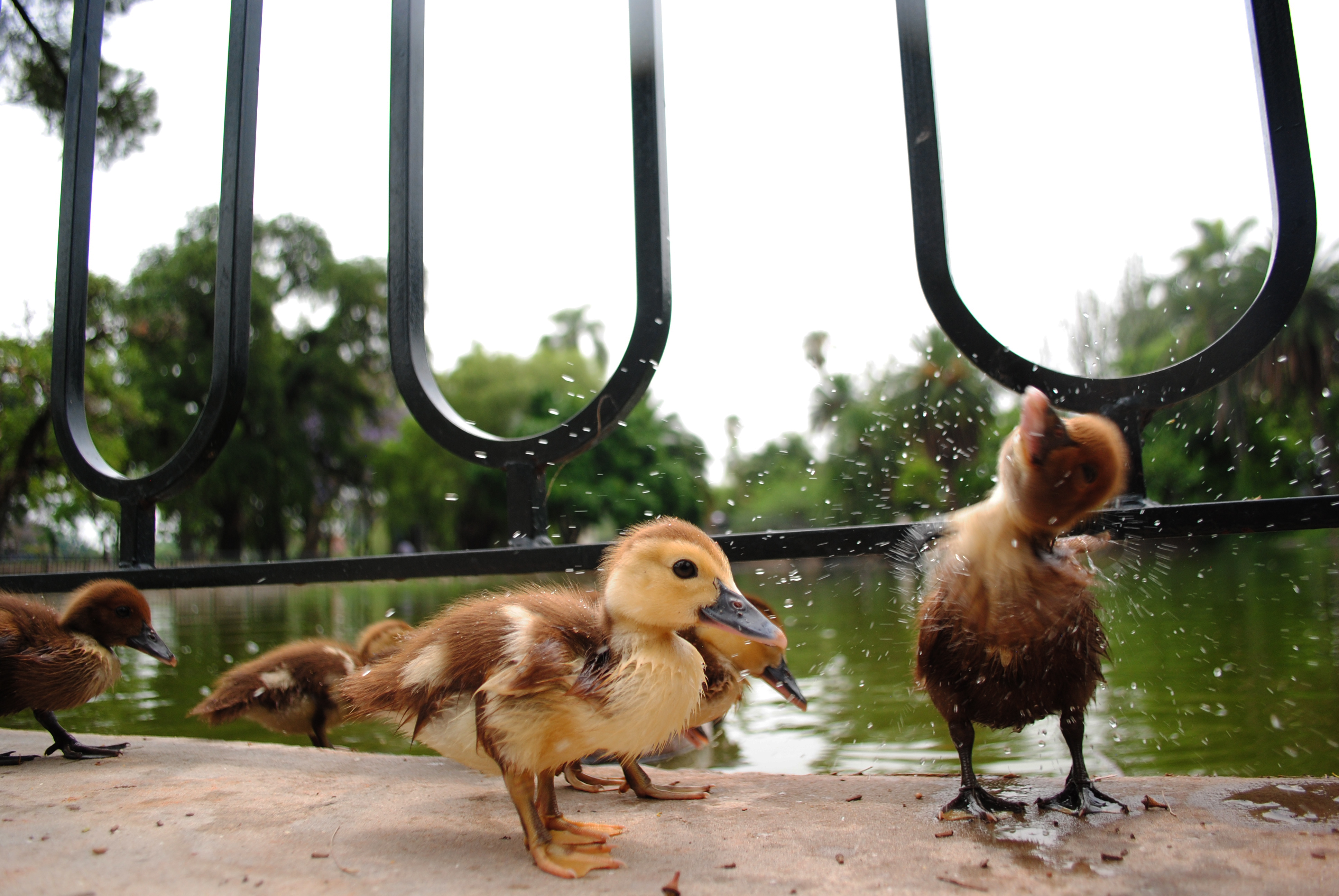
Patos en el estanque del jardín.